# TACAN

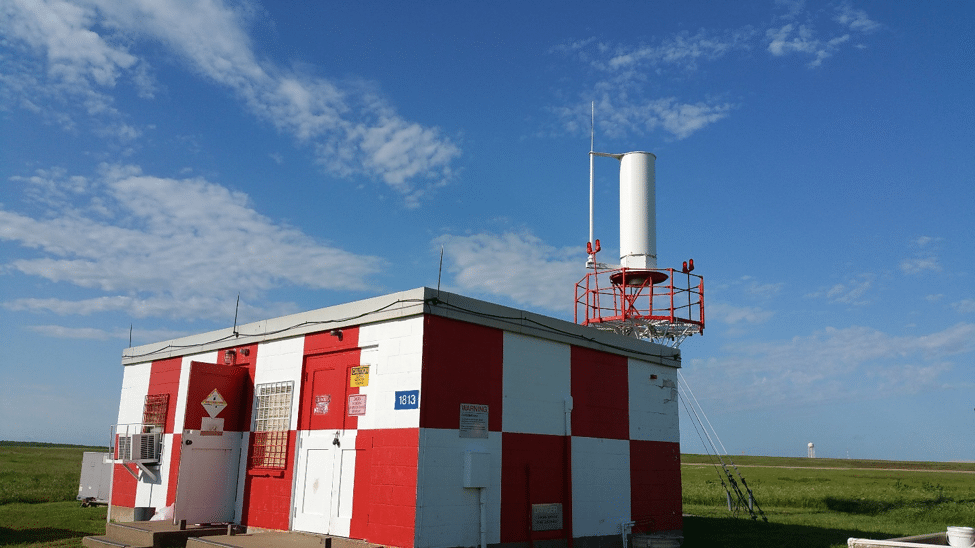
System TACAN Sił Powietrznych USA z wykorzystaniem anteny dB Systems Model 900E

Taktyczny system nawigacji lotniczej (TACAN) – system nawigacji stosowany przez wojskowe statki powietrzne. Zapewnia użytkownikowi namiar i odległość skośną do stacji naziemnej lub ruchomej. Jest to dokładniejsza wersja systemu VOR/DME, która dostarcza informacje o namiarach i zasięgu statkom powietrznym lotnictwa cywilnego. Część DME systemu TACAN jest dostępna do użytku cywilnego; w obiektach VORTAC, gdzie VOR jest połączony z TACAN, cywilne statki powietrzne mogą odbierać sygnał VOR/DME. Samoloty wyposażone w awionikę TACAN mogą używać tego systemu do nawigacji po trasie, jak również do nieprecyzyjnych podejść do lądowania.
Typowy pokładowy panel odbiornika TACAN posiada przełączniki służące do ustawiania kanału (odpowiadającego częstotliwości przypisanej do żądanej stacji naziemnej), trybu pracy nadawania/odbioru (T/R, aby uzyskać zarówno namiar, jak i zasięg) lub tylko odbioru (REC, aby uzyskać namiar, ale nie zasięg). Możliwości zostały później ulepszone, aby uwzględnić tryb powietrze-powietrze (A/A), w którym dwóch użytkowników w powietrzu może uzyskać informacje o względnym położeniu. W zależności od instalacji tryb powietrze-powietrze może zapewniać zasięg, wyprzedzenie (prędkość względną drugiej jednostki) i namiar, chociaż namiar powietrze-powietrze jest zauważalnie mniej dokładny od namiaru ziemia-powietrze. Samoloty wyposażone tylko w TACAN nie mogą otrzymywać informacji o namiarach ze stacji VOR.

## Historia

Symbol TACAN na mapach lotniczych

System TACAN jest ewolucją systemów nawigacji z transponderem radiowym, które wywodzą się z brytyjskiego systemu Oboe z czasów II wojny światowej.

## Działanie
TACAN można określić jako wojskową wersję systemu VOR/DME. Pracuje w paśmie częstotliwości 960–1215 MHz. Pomiar azymutu TACAN jest dokładniejszy niż standardowy VOR, ponieważ wykorzystuje złożenie dwóch częstotliwości, o składowych 15 i 135 Hz, a także dlatego, że transmisje UHF są mniej podatne od VHF na zjawisko ugięcia fali.
Pomiar odległości TACAN odbywa się w ten sam sposób, co w cywilnych urządzeniach DME. Aby zmniejszyć liczbę wymaganych stacji, stacje TACAN są często zlokalizowane w jednej lokalizacji z obiektami VOR. Takie stacje znane są jako VORTAC.
Transponder TACAN pełni funkcję DME bez potrzeby montowania oddzielnego DME. Ponieważ sygnał azymutu jest tworzony przez obracającą się antenę, jeśli antena ulegnie awarii, TACAN zapewnia tylko informacje DME.

## Dokładność

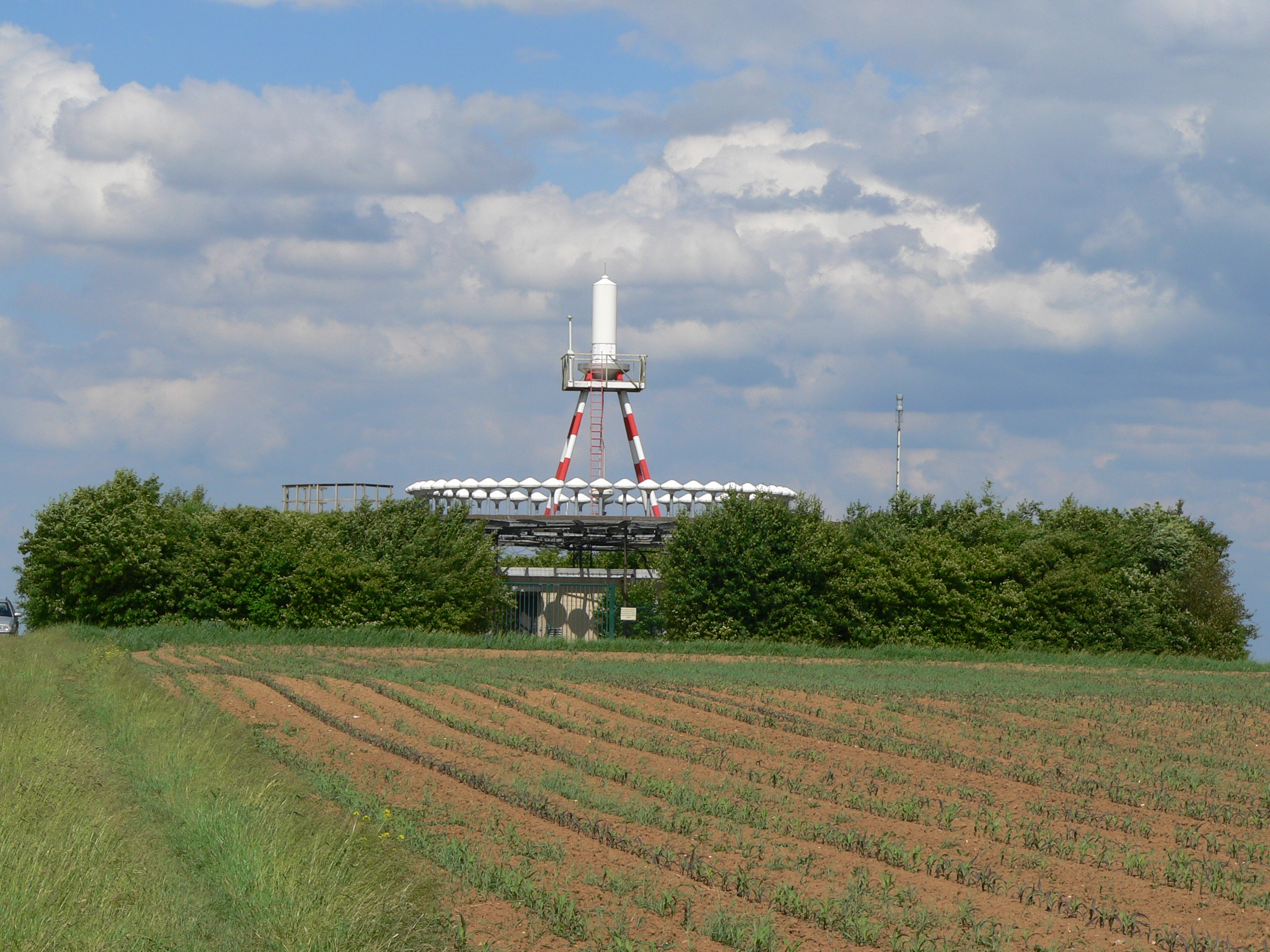
Instalacja VORTAC w Niemczech; antena TACAN to najwyższa antena w środku.

Teoretycznie TACAN powinien zapewnić 9-krotny wzrost dokładności w porównaniu z VOR, ale zastosowanie operacyjne wykazało jedynie około 3-krotny wzrost.
Zasięg DME stacji TACAN wynosi do 390 mil morskich.

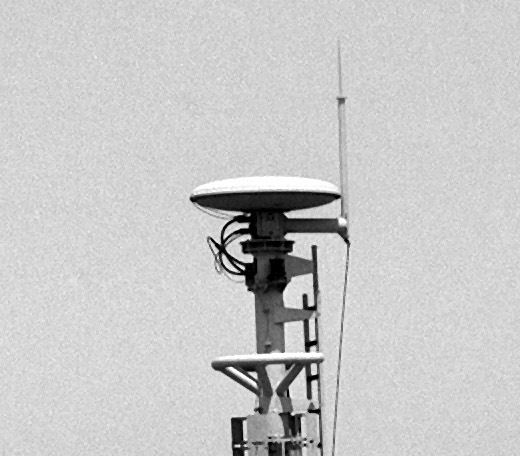
Pokładowa antena TACAN na USS (LPD-1) z wystającym nad nią piorunochronem